# Territori d'Alaska

Segell commemoratiu de 3 cèntims on es veu el Mont McKinley (1937).

El Territori d'Alaska va ser un territori organitzat incorporat als Estats Units que va existir del 24 d'agost de 1912 al 3 de gener de 1959, quan va ser admès a la Unió com l'Estat d'Alaska.

## Història
Amb la compra de les terres a Rússia el 1867 el territori es va anomenar Departament d'Alaska, fins que es va reorganitzar com a Districte d'Alaska el 17 de maig de 1884.
L'aprovació del Codi Penal de 1899, que entre altres coses incloïa un impost sobre el licor, va provocar un augment de les crides a la representació d'Alaska al Congrés. El 1912 la Segona Llei Orgànica va reanomenar el Districte d'Alaska com a Territori d'Alaska, i amb la incorporació d'aquest als EUA va finalitzar definitivament el debat. Quatre anys més tard, la seva població era d'uns 58.000 habitants.
James Wickersham, un delegat al Congrés, va introduir el primer projecte de llei estatal d'Alaska, però va fracassar a causa de la falta d'interès dels seus habitants. Fins i tot la visita sense precedents del president Warren Gamaliel Harding el 1923 no va aconseguir generar un interès generalitzat en la condició d'estat. Sota les condicions de la Segona Llei Orgànica Alaska s'havia dividit en quatre; la més poblada, amb capital a Juneau, va demanar si podia esdevenir un estat separat dels altres tres.
La Gran Depressió va provocar que disminuíssin els preus del peix i del coure, que eren vitals per a l'economia d'Alaska en aquell moment; els salaris es van reduir i el nombre de treballadors va disminuir en més de la meitat. El 1935, el president Franklin Delano Roosevelt va pensar que els estatunidencs de zones agrícoles podrien traslladar-se a la Vall Matanuska-Susitna d'Alaska pera donar una nova oportunitat a l'autosuficiència agrícola. Els colons eren en gran part dels estats del nord, com Michigan, Wisconsin i Minnesota, segons la creença que només aquells que van créixer amb climes similars als d'Alaska podrien adaptar-se a viure allà. La United Congo Improvement Association va demanar al president que hi dugés 400 agricultors afroamericans, al·legant que el territori oferiria drets polítics plens, però els prejudicis racials i la creença que només aquelles persones dels estats serien colons adequats van fer caure la proposta.
L'exploració i assentament d'Alaska no hauria estat possible sense el desenvolupament d'aeronaus, que van permetre l'entrada de colons a l'interior de l'estat i el transport ràpid de persones i subministraments a tot arreu. Tanmateix, a causa de les condicions meteorològiques desfavorables de l'estat i la ràtio elevada de pilots respecte la població, hi ha més de 1.700 llocs amb restes d'aeronaus dispersos per tot el seu domini; gran nombre d'aquestes restes també tenen els seus orígens en la concentració militar de l'estat durant la Segona Guerra Mundial i la Guerra Freda.
La importància estratègica d'Alaska per als Estats Units es va fer més evident durant la Segona Guerra Mundial. Des de juny de 1942 fins a agost de 1943 els japonesos van intentar envair els EUA a través de la cadena de les Illes Aleutianes, a la Batalla de les Illes Aleutianes. Això va marcar la primera vegada des de la Guerra de 1812 que el sòl estatunidenc era ocupat per un enemic estranger. Els japonesos van ser finalment expulsats de les illes per un exèrcit de 34.000 soldats estatunidencs. A la primavera i l'estiu de 1945 Cold Bay, a la península d'Alaska, va ser el lloc del programa de transferència més gran i ambiciós de la Segona Guerra Mundial, el Project Hula, en el qual els Estats Units van transferir 149 vaixells i embarcacions a la Unió Soviètica i van formar 12.000 personal soviètic en la seva operació, en previsió de l'entrada de la Unió Soviètica en la guerra contra Japó.
El 3 de gener de 1959 Alaska es va convertir en el 49è estat.